# Campionato italiano di ciclismo su strada 1936
Il Campionato italiano di ciclismo su strada 1936 si svolse in cinque prove dal 5 aprile al 4 ottobre 1936 e vide l'affermazione di Giuseppe Olmo.

## Calendario
| Data      | Evento                   | Vincitore          | Squadra |
| --------- | ------------------------ | ------------------ | ------- |
| 5 aprile  | Giro di Toscana (1936)   | Giovanni Cazzulani | Gloria  |
| 3 maggio  | Giro dell'Emilia (1936)  | Giuseppe Olmo      | Bianchi |
| 28 giugno | Giro del Piemonte (1936) | Aldo Bini          | Maino   |
| 26 luglio | Coppa MATER (1936)       | Giuseppe Olmo      | Bianchi |
| 4 ottobre | Trofeo Moschini (1936)   | Raffaele Di Paco   | Dei     |

## Classifica
| Pos. | Corridore           | Squadra | Punti |
| ---- | ------------------- | ------- | ----- |
| 1    | Giuseppe Olmo       | Bianchi | 18,5  |
| 2    | Giovanni Cazzulani  | Gloria  | 18    |
| 3    | Olimpio Bizzi       | Frejus  | 11    |
| 4    | Aldo Bini           | Maino   | 9,5   |
| 5    | Gino Bartali        | Legnano | 8,5   |
| 6    | Domenico Piemontesi | Bianchi | 7     |
| 6    | Giovanni Gotti      | Legnano | 7     |
| 8    | Pietro Rimoldi      | Ganna   | 6,5   |
| 9    | Mario Cipriani      | Frejus  | 6     |
| 9    | Raffaele Di Paco    | Dei     | 6     |